# Egipska Konwencja Baptystyczna
Egipska Konwencja Baptystów – krajowy związek zborów baptystycznych działających na terenie Egiptu.
Liczy ona 2250 ochrzczonych członków. Łącznie z dziećmi i sympatykami skupia około drugie tyle. Konwencja posiada 19 zborów na terenie Egiptu.
Zwierzchnikiem Kościoła jest obecnie Samuel Dawood, a jego zastępcą jest Philmon Azer.
Konwencja wchodzi w skład Światowego Związku Baptystycznego oraz Europejskiej Federacji Baptystów. Jest to największa konwencja baptystyczna działająca w krajach arabskich.